# 나이지리아 프로페셔널 풋볼 리그

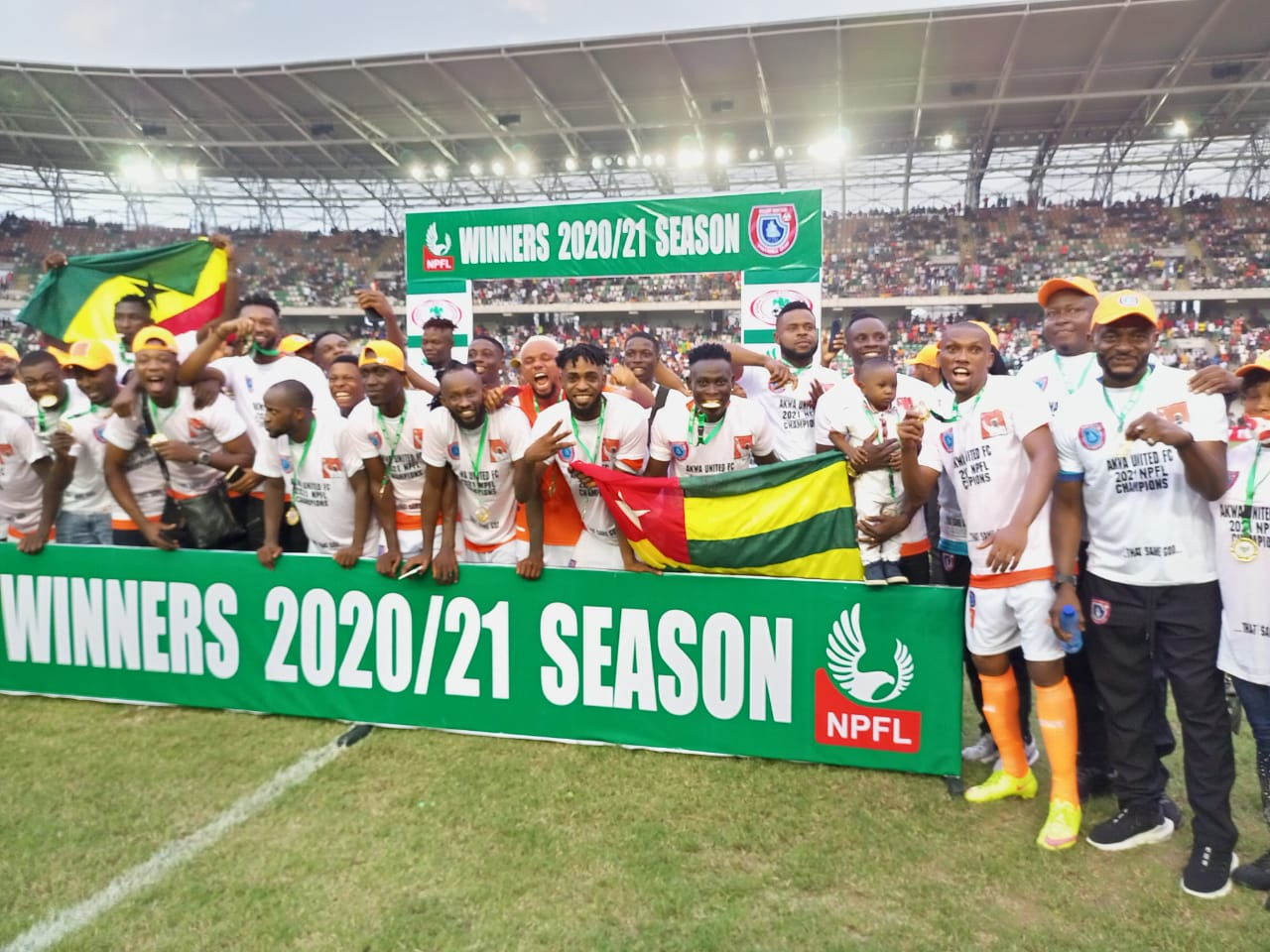

나이지리아 프리미어리그(영어: Nigeria Premier League)는 나이지리아의 최상위 프로 축구 리그이다. 현재 20개 팀이 참여하고 있으며, 2003년 지금의 모습으로 설립되었다.

## 2024 시즌 참가팀
- 앤크와 유나이티드 FC
- 바옐사 유나이티드 FC
- 돌핀스 FC
- 위키 투어리스트 FC
- 하틀랜드 FC
- 개브로스 인터내셔널 FC
- 로비 스타스 FC
- 나사라와 유나이티드 FC
- 크와라 유나이티드 FC
- 선샤인 스타스 FC
- 엘카네미 워리어스 FC
- 에누구 레인저스
- 에님바 인터내셔널 FC
- 카노 필러스 FC
- 샤크스 FC
- 워리 울브스 FC
- 애비아 워리어스 FC
- 기와 FC
- 슈팅 스타스 FC
- 타라바 FC